# Незванична првенства Србије у фудбалу
Незванична првенства Србије у фудбалу представљају неслужбена државна првенства.

## Првенство Београда (1920—1923)
Непосредно након Првог светског рата није организовано првенство на нивоу целе државе. Прво првенство у Краљевини СХС организовано је тек 1923, али су постојала такмичења у оквиру ногометних или лоптичких подсавеза. Први подсавез на територији Србије био је Београдски лоптички подсавез основан 1920, затим следе Суботички (1922) и Новосадски (1930).
Првак Београдског лоптичког подсавеза може се сматрати незваничним прваком Србије у периоду од 1920. до 1923, с обзиром да клубови из других градова Србије нису у каснијем периоду могли да парирају клубовима из Београда.
| Сезона | Првак          | Други             | Трећи       |
| ------ | -------------- | ----------------- | ----------- |
| 1920.  | БСК Београд    | СК Југославија    | БУСК        |
| 1921.  | БСК Београд    | СК Југославија    | БУСК        |
| 1922.  | СК Југославија | СК Вардар Београд | БСК Београд |

## Првенство Србије (1939—1941)
Године 1939. одлуком Врховни ногометни савез Југославије дошло је до промене система такмичења. Основане су Српска лига и Хрватско-Словеначка лига. Три најбоље екипе из обе лиге играло би завршницу државног првенства. Према томе Првенство Југославије у фудбалу 1939/40. играло је 6 екипа. У сезони 1940/41. одигране су све утакмице у Српској лиги, али првенство на нивоу целе државе није одиграно због почетка Другог светског рата.
Српску лигу играли су клубови из Београда, Дунавске бановине, Моравске бановине, Дринске бановине, Врбаске бановине, Вардарске бановине и Зетске бановине.
| Сезона   | Првак       | Други          | Трећи            |
| -------- | ----------- | -------------- | ---------------- |
| 1939/40. | БСК Београд | СК Југославија | Славија Сарајево |
| 1940/41. | БСК Београд | СК Југославија | Војводина        |

## Првенство Србије (1941—1944)
Фудбал је игран и за време Другог светског рата. У првенству су учествовали углавном клубови из Београда. Власти ФНР Југославије прогласиле су 1945. сва такмичења играна за време Другог светског рата неважећим.
| Сезона   | Првак       | Други       | Трећи                |
| -------- | ----------- | ----------- | -------------------- |
| 1941/42. | СК 1913     | БСК Београд | СК Јединство Београд |
| 1942/43. | БСК Београд | СК 1913     | Обилић               |
| 1943/44. | БСК Београд | СК 1913     | Обилић               |

## Првенство Београда 1945. и Првенство НР Србије 1946.
Првенство Београда и Првенство НР Србије било је квалификационо за Прву лигу Југославије која је стартовала од сезоне 1946/47.
Победник се дуго сматрао незваничним прваком Србије. Фудбалски савези Србије и Хрватске су признали легитимитет наслеђа ових националних првенстава, а правна комисија ФСС-а је 2019. озваничила титулу првака државе Црвеној звезди.
| Сезона | Првак         | Други          | Трећи             |
| ------ | ------------- | -------------- | ----------------- |
| 1945.  | Металац1      | Црвена звезда  | Београд Карабурма |
| 1946.  | Црвена звезда | Железничар Ниш | Металац           |

1 Назив клуба од 1945. до 1950. године био је Металац. Данас је то OФК Београд.

## Првенство АП Војводине 1946.
На простору Аутономне Покрајине Војводине одржано је квалификационо првенство за Прву лигу Југославије. У финалу првенства састали су се Спартак из Суботице и Слога из Новог Сада, у оба сусрета победила је екипа из Суботице резултатом 2–0. Спартак је 2017. године затражио од Фудбалског савеза Србије да добије званичну титулу првака државе.
| Сезона | Победник         | Резултати | Финалиста       |
| ------ | ---------------- | --------- | --------------- |
| 1946.  | Спартак Суботица | 2–0, 2–0  | Слога Нови Сад2 |

2 Назив клуба од 1946. до 1950. године био је Слога, садашње име је Војводина.